# Lerista allochira
Lerista allochira är en ödleart som beskrevs av  Peter G. Kendrick 1989. Lerista allochira ingår i släktet Lerista och familjen skinkar. IUCN kategoriserar arten globalt som livskraftig. Inga underarter finns listade i Catalogue of Life.

## Utbredning och habitat
Arten förekommer på halvön North West Cape i västra Australien där den trivs bland de kalkstensrika klipporna och sluttningarna. Den trivs bäst bland gles vegetation.